# 政庁
政庁（せいちょう）とは、政務を取り扱う役所のこと。
日本において「政庁」という言葉が使われるのは非常に限られており、以下の例で使われるのが大半である。
- 香港政庁
- マカオ政庁
- 大宰府政庁
- 臨時北部南西諸島政庁